# Bahnstrecke Husum–Flensburg Weiche
| Ehemaliger Streckenverlauf |                               |                                |                                |
| Streckennummer (DB): | 1208                          |                                |                                |
| Kursbuchstrecke: | 102f (1934) 113g (1946, 1959) |                                |                                |
| Streckenlänge: | 45,5 km                       |                                |                                |
| Spurweite: | 1435 mm (Normalspur)          |                                |                                |
| |                               |                                |                                |
| \| \| \| von Westerland \| \| \| \| \| von Tönning (bis 1902) \| \| \| \| 0,0 \| Husum \| Husum \| \| \| \| nach Elmshorn \| \| \| \| \| nach Rendsburg \| \| \| \| \| nach Jübek \| \| \| \| 5,3 \| Schwesing Nord \| Schwesing Nord \| \| \| 10,0 \| Immenstedt (Schlesw) \| Immenstedt (Schlesw) \| \| \| 13,8 \| Viöl \| Viöl \| \| \| 16,7 \| Haselund \| Haselund \| \| \| 19,9 \| Löwenstedt \| Löwenstedt \| \| \| \| nach Bredstedt \| \| \| \| 24,8 \| Joldelund \| Joldelund \| \| \| 29,0 \| Sillerup \| Sillerup \| \| \| 31,8 \| Großenwiehe \| Großenwiehe \| \| \| 37,0 \| Wanderup \| Wanderup \| \| \| 40,2 \| Haurup \| Haurup \| \| \| \| von Neumünster \| \| \| \| \| von Lindholm \| \| \| \| 45,5 \| Flensburg Weiche (Pv bis 2014) \| Flensburg Weiche (Pv bis 2014) \| \| \| \| nach Fredericia \| \| \| \| \| nach Flensburg \| \| |                               |                                |                                |
| Strecke |                               | von Westerland                 | von Westerland                 |
| Abzweig geradeaus und ehemals von rechts |                               | von Tönning (bis 1902)         | von Tönning (bis 1902)         |
| Bahnhof | 0,0                           | Husum                          | Husum                          |
| Abzweig geradeaus und nach rechts |                               | nach Elmshorn                  | nach Elmshorn                  |
| Abzweig geradeaus und ehemals nach rechts |                               | nach Rendsburg                 | nach Rendsburg                 |
| Abzweig ehemals geradeaus und nach rechts |                               | nach Jübek                     | nach Jübek                     |
| Haltepunkt / Haltestelle (Strecke außer Betrieb) | 5,3                           | Schwesing Nord                 | Schwesing Nord                 |
| Haltepunkt / Haltestelle (Strecke außer Betrieb) | 10,0                          | Immenstedt (Schlesw)           | Immenstedt (Schlesw)           |
| Haltepunkt / Haltestelle (Strecke außer Betrieb) | 13,8                          | Viöl                           | Viöl                           |
| Haltepunkt / Haltestelle (Strecke außer Betrieb) | 16,7                          | Haselund                       | Haselund                       |
| Bahnhof (Strecke außer Betrieb) | 19,9                          | Löwenstedt                     | Löwenstedt                     |
| Abzweig geradeaus und nach links (Strecke außer Betrieb) |                               | nach Bredstedt                 | nach Bredstedt                 |
| Haltepunkt / Haltestelle (Strecke außer Betrieb) | 24,8                          | Joldelund                      | Joldelund                      |
| Haltepunkt / Haltestelle (Strecke außer Betrieb) | 29,0                          | Sillerup                       | Sillerup                       |
| Bahnhof (Strecke außer Betrieb) | 31,8                          | Großenwiehe                    | Großenwiehe                    |
| Haltepunkt / Haltestelle (Strecke außer Betrieb) | 37,0                          | Wanderup                       | Wanderup                       |
| Haltepunkt / Haltestelle (Strecke außer Betrieb) | 40,2                          | Haurup                         | Haurup                         |
| Abzweig ehemals geradeaus und von rechts |                               | von Neumünster                 | von Neumünster                 |
| Abzweig geradeaus und ehemals von links |                               | von Lindholm                   | von Lindholm                   |
| Dienststation / Betriebs- oder Güterbahnhof | 45,5                          | Flensburg Weiche (Pv bis 2014) | Flensburg Weiche (Pv bis 2014) |
| Abzweig geradeaus und nach links |                               | nach Fredericia                | nach Fredericia                |
| Strecke |                               | nach Flensburg                 | nach Flensburg                 |

Die Bahnstrecke Husum–Flensburg Weiche über Löwenstedt war eine Nebenbahn im Norden Schleswig-Holsteins. Sie verband den Nordseehafen Husum mit dem Ostseehafen Flensburg.

## Geschichte
Die Strecke wurde am 2. November 1926 durch die Deutsche Reichsbahn eröffnet. Von Löwenstedt zweigte seit 1928 eine Bahnstrecke nach Bredstedt ab. Der Personenverkehr und der größte Teil des Güterverkehrs wurden bereits am 31. Mai 1959 eingestellt. Die Gleise wurden nach der Gesamtstilllegung in den 1970er Jahren abgebaut.

## Streckenverlauf
Die Strecke verlief von Husum kommend östlich der Bundesstraße 200, die sie kurz vor Immenstedt querte und anschließend weiter westlich der Bundesstraße verlief. Ab Großenwiehe befindet sich auf der ehemaligen Trasse heute eine Schnellstraße, die bis Wanderup durch ihren schnurgeraden Verlauf auffällt. Ab Wanderup führte die Strecke wieder parallel zur B 200 und dann parallel zur heutigen K 126. Weiter verlief sie durch den Ort Altholzkrug (heute verläuft auf der Trasse eine gleichnamige Straße) zum Bahnhof Flensburg Weiche, wo sie auf die Bahnstrecken aus Neumünster, Lindholm und Fredericia traf.

## Sonstiges
Etwa einen Kilometer nördlich des Haltepunktes Schwesing Nord („Engelsburg“) bestand während des Zweiten Weltkriegs von September bis Dezember 1944 das KZ Husum-Schwesing als Außenlager des KZ Neuengamme.
In der Relation Husum–Viöl–Flensburg verkehren heute (Stand: 2023) Schnellbusse der Autokraft als Linie 150. Eine Bahnfahrt von Husum nach Flensburg erfordert ein Umsteigen in Jübek.